# Andronikos III av Trapezunt
Andronikos III Megas Komnenos eller Andronikos III av Trapezunt (grekiska: Ανδρόνικος Μέγας Κομνηνός), död 8 januari 1332, var kejsardömet Trapezunts regerande kejsare från 1330 till 1332. 